# Maribel Vinson
Maribel Vinson, född 12 oktober 1911 i Winchester i Massachusetts, död 15 februari 1961 i Kampenhout i Belgien, var en amerikansk konståkare.
Vinson blev olympisk bronsmedaljör i konståkning vid vinterspelen 1932 i Lake Placid.